# Hedy Schlunegger
Hedwig „Hedy” Schlunegger, po mężu Kaufmann (ur. 10 marca 1923 w Wengen, zm. 3 lipca 2003 w Grindelwaldzie) – szwajcarska narciarka alpejska, złota medalistka igrzysk olimpijskich i mistrzostw świata.

## Kariera
Największy sukces w karierze Hedy Schlunegger osiągnęła w 1948 roku, kiedy zwyciężyła w zjeździe podczas igrzysk olimpijskich w Sankt Moritz. W zawodach tych wyprzedziła o 0,8 sekundy Austriaczkę Trude Beiser oraz o 1,9 sekundy jej rodaczkę Resi Hammerer. Zjazd kobiet rozgrywano na igrzyskach po raz pierwszy w historii, Szwajcarka została tym samym pierwszą mistrzynią olimpijską w tej konkurencji. Na tych samych igrzyskach zajęła także ósme miejsce w kombinacji, tracąc do podium 3,16 punktu. Ponadto w tym samym roku wywalczyła drugie miejsce w zjeździe na zawodach SDS-Rennen w Grindelwald. Schlunegger była również siedmiokrotną mistrzynią Szwajcarii: w latach 1943, 1946 i 1947 wygrywała w kombinacji, a w latach 1942, 1944, 1946 oraz 1947 była najlepsza w biegu zjazdowym.
W 1949 roku wyszła za mąż i wkrótce zakończyła karierę. Wspólnie z mężem prowadziła sklep sportowy w Grindelwald.
Jej brat Hans Schlunegger, córki: Elizabeth i Käthy oraz wnuczka, Martina Schild również uprawiali narciarstwo alpejskie.

## Osiągnięcia

### Igrzyska olimpijskie
| Miejsce | Dzień    | Rok  | Miejscowość  | Konkurencja | Czas biegu | Strata    | Zwyciężczyni |
| ------- | -------- | ---- | ------------ | ----------- | ---------- | --------- | ------------ |
| 1.      | 2 lutego | 1948 | Sankt Moritz | Zjazd       | 2:28,3 min | -         | -            |
| 8.      | 4 lutego | 1948 | Sankt Moritz | Kombinacja  | 6,58 pkt   | +3,62 pkt | Trude Beiser |

### Mistrzostwa świata
| Miejsce | Dzień    | Rok  | Miejscowość  | Konkurencja | Czas biegu | Strata    | Zwyciężczyni |
| ------- | -------- | ---- | ------------ | ----------- | ---------- | --------- | ------------ |
| 1.      | 2 lutego | 1948 | Sankt Moritz | Zjazd       | 2:28,3 min | -         | -            |
| 8.      | 4 lutego | 1948 | Sankt Moritz | Kombinacja  | 6,58 pkt   | +3,62 pkt | Trude Beiser |